# François Blanchetière
François Blanchetière est un historien français. Disciple de Marcel Simon, il fut professeur de religion comparée à l'Université Marc-Bloch de Strasbourg jusqu'en 1999. Il étudie les relations entre le judaïsme et le christianisme dans les premiers siècles de l'ère chrétienne.

## Publications
- Aux sources de l'anti-judaïsme chrétien. IIe – IIIe siècles, Cahiers du Centre de recherche français de Jérusalem, 1995.
- Enquête sur les racines juives du mouvement chrétien (30-135), éditions du Cerf, 2001  (ISBN 978-2-204-06215-2).
- Les premiers chrétiens étaient-ils missionnaires ? (30-135), éditions du Cerf, 2002.